# Чаплыгин, Сергей Алексеевич
Серге́й Алексе́евич Чаплы́гин (24 марта [5 апреля] 1869, Раненбург, Рязанская губерния — 8 октября 1942, Новосибирск) — русский и советский механик и математик, один из основоположников современной аэромеханики и аэродинамики, академик Академии наук СССР (1929), Герой Социалистического Труда (1941), заслуженный деятель науки РСФСР (1929).

## Биография
Родился 24 марта (5 апреля) 1869 года в Раненбурге (ныне — г. Чаплыгин Липецкой области). Когда ему было два года, его отец, приказчик Алексей Тимофеевич, умер в возрасте 24 лет от холеры; мать, Анна Петровна, вышла второй раз замуж за воронежского мещанина Давыдова и увезла сына в Воронеж.

### Образование
В 1877 году Сергей Чаплыгин начал учиться в Воронежской гимназии. Преподавателям скоро стало ясно, что мальчик обладает незаурядными способностями и редкой памятью. Ему одинаково легко давались древние и новые языки, история и другие предметы, но особенный интерес проявлял он к математике. В четырнадцать лет он сам стал учить детей, занимаясь репетиторством с детьми помещиков.
Весной 1886 года Чаплыгин блестяще, с золотой медалью, окончил гимназию и поступил в Императорский Московский университет. В 1890 году он окончил физико-математический факультет и по представлению Н. Е. Жуковского был на два года оставлен при университете для подготовки к профессорской деятельности со стипендией в 50 рублей (что весьма обрадовало его семью, для которой такая сумма казалась недосягаемым идеалом).

### Педагогическая деятельность
С 1893 года С. А. Чаплыгин стал преподавать физику в Московском Екатерининском институте. В 1894 году стал читать прикладную математику в Московском университете (сначала — приват-доцент, с 1898 года — доцент, с 1904 года — экстраординарный, а с 1909 года — ординарный профессор по кафедре теоретической и практической механики). также он преподавал механику в Императорском Московском техническом училище (1895—1906 гг.), высшую математику и теоретическую механику — в Московском межевом институте (1895—1901 гг.). В связи с событиями 1911 года покинул Московский университет с большой группой преподавателей.

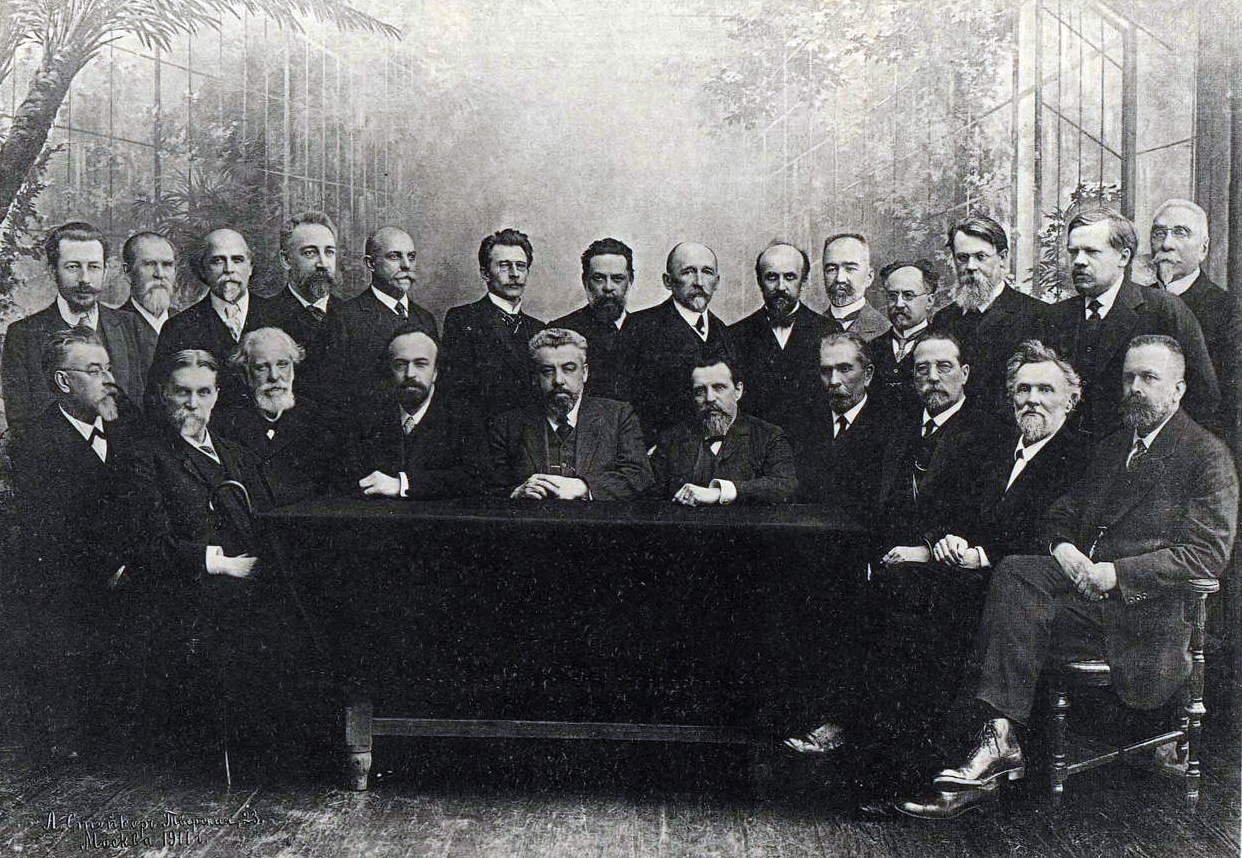
Профессора Московского университета (1911). Сидят, слева-направо: В. П. Сербский, К. А. Тимирязев, Н. А. Умов, П. А. Минаков, М. А. Мензбир, А. Б. Фохт, В. Д. Шервинский, В. К. Цераский, Е. Н. Трубецкой. Стоят: И. П. Алексинский, В. К. Рот, Н. Д. Зелинский, П. Н. Лебедев, А. А. Эйхенвальд, Г. Ф. Шершеневич, В. М. Хвостов, А. С. Алексеев, Ф. А. Рейн, Д. М. Петрушевский, Б. К. Млодзеевский, В. И. Вернадский, С. А. Чаплыгин, Н. В. Давыдов.

Преподавал также в Московском инженерном училище (с сентября 1896 — преподаватель статистики и теоретической механики, с 1901 по январь 1910 — экстраординарный профессор). С 1901 года преподавал на Московских высших женских курсах, с 1905 года был там директором, а затем ректором 2-го МГУ, в который эти курсы были преобразованы (в 1918—1919 гг.). В 1906 году он получил разрешение городской Думы на строительство зданий для курсов на Царицынской площади (Девичье поле); 3 июня 1907 года состоялась закладка зданий на Малой Царицынской улице (ныне Малая Пироговская). Под строительство необходимой суммы не было выделено и оно велось под залог выделенного участка.
В это время был напечатан написанный Чаплыгиным университетский курс аналитической механики «Механика системы» (чч. 1—2, 1905—1907 гг.); затем вышел сокращённый «Пропедевтический курс механики» для втузов и естественных факультетов университетов (1915).
Был произведён 6 апреля 1914 года в действительные статские советники. Состоял профессором Московского коммерческого института. В марте 1917 года был назначен попечителем Московского учебного округа.
25 июня 1917 года по списку кадетской партии был избран гласным Московской городской думы.

### В Советской России
После Октябрьской революции 1917 года Чаплыгин активно продолжал вести педагогическую работу и научные исследования. Участвовал в работе Комиссии особых артиллерийских опытов при Главном артиллерийском управлении и в работе Научно-экспериментального института путей сообщения.
В конце 1918 года был привлечён Жуковским к организации ЦАГИ, где стал работать, после смерти Жуковского занял руководящее положение (в 1921—1930 гг. — председатель коллегии, в 1928—1931 годах — директор-начальник). В научно-теоретическом семинаре ЦАГИ под руководством С. А. Чаплыгина вырос цвет отечественной механической науки (М. А. Лаврентьев, М. В. Келдыш, Х. М. Муштари, Н. Е. Кочин, Л. И. Седов, Г. И. Петров, Л. С. Лейбензон, С. А. Христианович и др.). В последующие годы Чаплыгин руководил созданием крупнейших аэродинамических лабораторий ЦАГИ (1931—1941 гг.).
В 1918—1925 годах Чаплыгин был также профессором Московского лесотехнического института.

### Конец жизни

Могила С. А. Чаплыгина

С началом Великой Отечественной войны в октябре 1941 года С. А. Чаплыгин переехал в Новосибирск, куда была эвакуирована и часть лабораторий ЦАГИ, образовавших филиал ЦАГИ № 2, из которого впоследствии вырос Сибирский научно-исследовательский институт авиации (СибНИИА).
Жил в доме 8 на улице Фрунзе (мемориальная доска).
Умер С. А. Чаплыгин от кровоизлияния в мозг 8 октября 1942 года, находясь в эвакуации. Похоронен в Новосибирске на территории СибНИИА.

## Научная деятельность
Основные работы С. А. Чаплыгина относятся к гидроаэродинамике, неголономной механике, теории дифференциальных уравнений, теории авиации. За свой вклад в науку Чаплыгин 6 декабря 1924 года был избран членом-корреспондентом Российской Академии наук, а 12 января 1929 года — академиком Академии наук СССР.

### Гидромеханика
Первые труды Чаплыгина, созданные под влиянием Н. Е. Жуковского, относятся к области гидромеханики. В работе «О некоторых случаях движения твёрдого тела в жидкости» (1894) и в магистерской диссертации с тем же названием (1897) он дал геометрическую интерпретацию законов движения тел в жидкой среде.

### Теоретическая механика
В области теоретической механики Чаплыгин внёс весомый вклад в разработку динамики неголономных систем (характеризующихся наличием линейных дифференциальных неинтегрируемых связей). Исследованию таких систем посвящены работы Чаплыгина «О движении тяжёлого тела вращения на горизонтальной плоскости» (1897 г.), «О некотором возможном обобщении теоремы площадей с применением к задаче о катании шаров» (1897 г.), а также прочитанный в 1901 г. на заседании Московского математического общества совместно с Е. А. Болотовым доклад «Новый взгляд на начало Гамильтона» — работа, в которой принцип Гамильтона был обобщён на случай неголономных систем.
С. А. Чаплыгин выделил достаточно широкий подкласс неголономных систем с линейными кинематическими связями (вообще говоря, неинтегрируемыми), в дальнейшем получивших название системы Чебышёва. Речь идёт о системах, в которых удаётся выбрать n обобщённых координат так, что вариации первых m из них можно принять за независимые, а от остальных n—m координат не зависят ни кинетическая энергия системы, ни отвечающие координатам первой группы обобщённые силы, ни коэффициенты при обобщённых скоростях в уравнениях кинематических связей.
Для указанных систем Чаплыгин вывел общие уравнения их движения (переходящие в случае интегрируемости уравнений кинематических связей в обычные уравнения Лагранжа второго рода). Эти уравнения (известные сейчас как уравнения Чаплыгина) он доложил 25 октября 1895 г. Обществу любителей естествознания, а в 1897 г. опубликовал (в статье «О движении тяжёлого тела вращения на горизонтальной плоскости», изданной в трудах данного общества).
В данной работе Чаплыгин впервые установил интегрируемость задачи о движении тяжёлого динамически симметричного круглого диска по абсолютно шероховатой горизонтальной плоскости и свёл её к анализу гипергеометрических квадратур. Он показал также интегрируемость задачи о качении произвольного динамически симметричного тяжёлого тела вращения по горизонтальной плоскости (в этом случае решение задачи сводится к интегрированию линейного дифференциального уравнения 2-го порядка).
За исследования, посвящённые движению твёрдого тела в жидкости и движению механических систем с неголономными связями, Чаплыгин получил в 1899 году от Петербургской АН почётную золотую медаль.
Исследование явление качения твёрдых тел Чаплыгин продолжал и позднее. В 1903 г. он провёл полное исследование задачи о качении динамически несимметричного шара по шероховатой плоскости в предположении, что центр масс шара совпадает с его геометрическим центром (шар Чаплыгина). Ему удалось найти интегрирующий множитель и получить решение уравнений движения такого шара в квадратурах.

### Аэромеханика и газовая динамика
В конце XIX — начале XX века Чаплыгин начал заниматься струйными течениями. В 1902 году он представил в Московский университет докторскую диссертацию «О газовых струях» и защитил её в 1903 году. В ней Чаплыгину удалось свести (путём перехода к так называемой плоскости годографа) общую задачу о двухмерном стационарном плоском изэнтропическом движении сжимаемого газа к решению одного линейного уравнения в частных производных.
Данная работа, в которой был предложен метод исследований струйных движений газа при любых дозвуковых скоростях, положила начало новой отрасли механики — газовой динамике; последняя сыграла в дальнейшем огромную роль в развитии авиации, хотя в начале XX века для авиации ещё не было актуально исследование газовых течений со скоростями, приближающимися к скорости звука. Лишь через 30 лет работа Чаплыгина послужила основой для решения задач о звуковых течениях, а развитие созданных в ней методов привело к решению основных вопросов, связанных с работой крыла при больших дозвуковых скоростях.
Важнейший вклад был сделан С. А. Чаплыгиным в решение задачи о силах, действующих со стороны потока воздуха на обтекаемое им крыло самолёта. Первым серьёзного продвижения в данном направлении добился Н. Е. Жуковский, доказавший в 1906 г. теорему (теорема Жуковского), по которой подъёмная сила {\displaystyle Y} крыла выражается формулой {\displaystyle Y=\varrho \,\Gamma {V_{\infty }}}, где {\displaystyle \varrho } — плотность жидкости, {\displaystyle V_{\infty }} — скорость невозмущённого потока на бесконечном удалении от крыла, {\displaystyle \Gamma } — циркуляция скорости по охватывающему крыло контуру. Но общего способа вычисления циркуляции {\displaystyle \Gamma } Жуковский не дал, и его теорема практически не использовалась.
В 1910 году С. А. Чаплыгин сделал в Московском математическом обществе доклад «О давлении плоскопараллельного потока на преграждающие тела (к теории аэроплана)», который в том же году был опубликован в виде отдельной брошюры, а в следующем году — в виде статьи в журнале «Математический сборник». В нём Чаплыгин, используя методы теории функций комплексного переменного, дал новый аналитический вывод формулы Жуковского (формула Чаплыгина) и указал, что величина циркуляции {\displaystyle \Gamma } однозначно определяется из требования конечности скорости у задней кромки профиля крыла (постулат Жуковского — Чаплыгина).
Название постулата объясняется тем, что независимо от С. А. Чаплыгина и почти одновременно с ним к гипотезе о конечности скорости у задней кромки профиля крыла пришёл и Н. Е. Жуковский (в работе «О контурах поддерживающих поверхностей аэропланов»); при этом учёные руководствовались разными соображениями. Если Жуковский исходил из наблюдений за реальными течениями жидкости около профиля крыла при малых углах атаки, то Чаплыгин исходил из вида характеристической функции обтекания профиля и требования однозначности аналитического решения. Опираясь на данную гипотезу, можно однозначно вычислить циркуляцию скорости вокруг профиля, зная его форму. Таким образом постулат Жуковского — Чаплыгина служит естественным дополнением к теореме Жуковского и вместе с ней даёт полное решение задачи о силах воздействия потока на обтекаемое тело.
В докладе «Вихревая теория подъёмной силы крыла», прочитанном 22 октября 1913 г. на заседании Московского математического общества, С. А. Чаплыгин впервые рассмотрел теорию крыла конечного размаха и показал, что в этом случае при нахождении подъёмной силы нужно учитывать дополнительный поток, который создаёт около крыла два концевых вихря, сбегающих с концов крыла, доведя всё исследование до явной формулы.

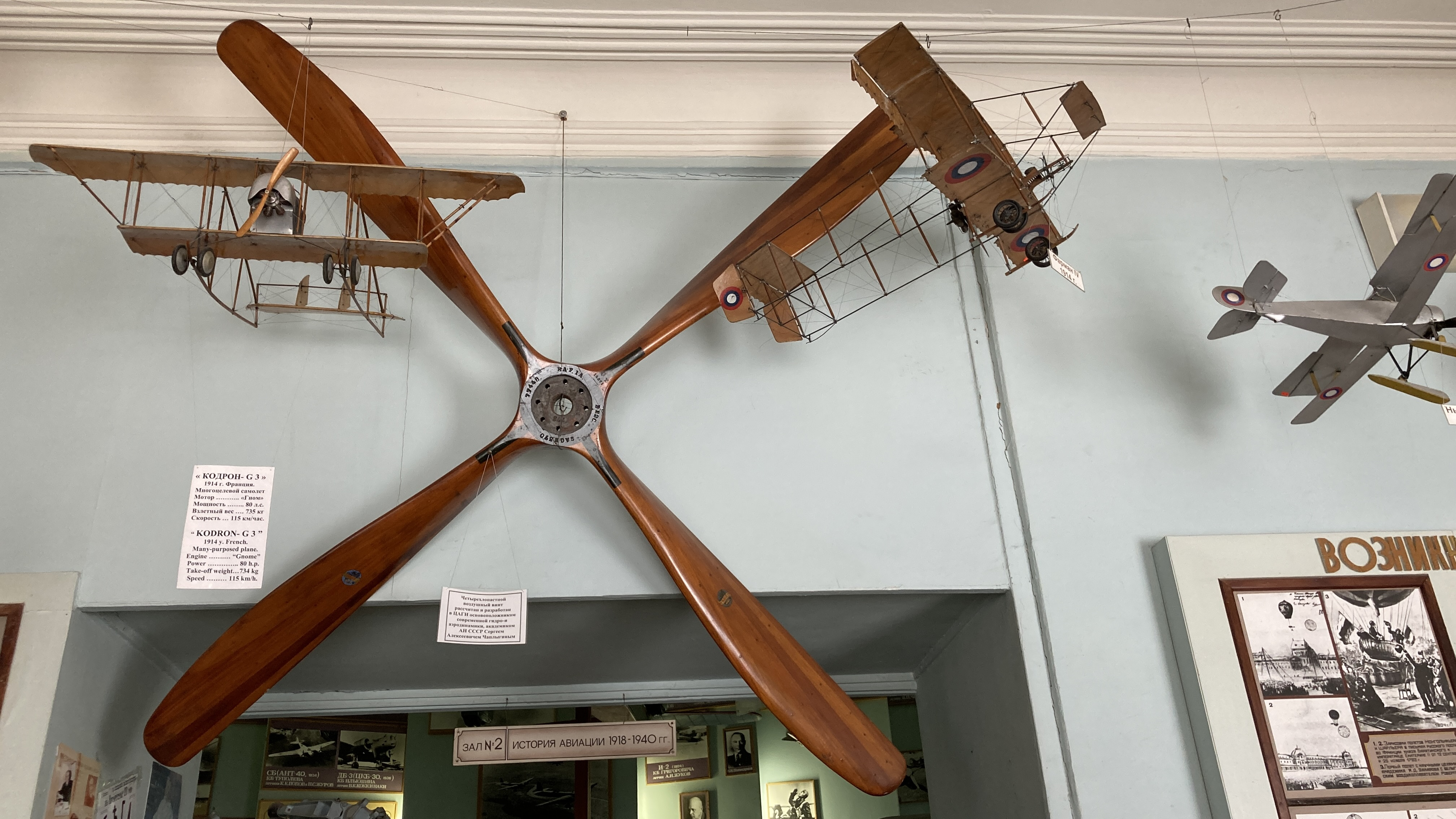
Четырёхлопастной воздушный винт, рассчитанный Чаплыгиным, в музее

В 1914 году появилась фундаментальная работа Чаплыгина «Теория решётчатого крыла», в которой заложены основы теории обтекания решёток циркуляционным потоком, явившейся базой для расчёта винтов, турбин и других лопаточных машин. В последующих трудах Чаплыгин решил ряд сложных задач, связанных с определением точки приложения подъёмной силы, определением сил, действующих в неустановившемся полёте, теорией так называемого механизированного крыла, вопросами устойчивости крыла в полёте и т. д.
С. А. Чаплыгин вывел формулы для подъёмной силы и индуктивного сопротивления, которые не подтвердились в опытах Н. Е. Жуковского, но оказались верными; несколько лет спустя они стали основой «индуктивной теории Прандтля».
В 1922 году Чаплыгин в своём сочинении «К общей теории крыла моноплана» впервые исследовал метацентрическую кривую крыла; при этом он показал, что для моноплана она всегда является параболой, выяснил механический смысл фокуса и параметра данной параболы и установил, как связана её форма с устойчивостью крыла.

### Теория смазки
Значительным был вклад С. А. Чаплыгина и в развитие гидродинамической теории смазки. В 1906 году он в сотрудничестве с Жуковским опубликовал работу «О трении смазочного слоя между шипом и подшипником». В ней было дано точное решение задачи о движении смазочного слоя. Работа имела огромное практическое значение; она вызвала ряд развивающих тему теоретических и экспериментальных исследований.

### Дифференциальные уравнения
Большой вклад внёс Чаплыгин в математику. Он предложил (1919 г.) метод приближённого интегрирования дифференциальных уравнений и доказал при этом теорему о неравенствах, носящую его имя (теорема Чаплыгина); позднее он продолжал заниматься данной тематикой. Исследования Чаплыгина по приближённому интегрированию дифференциальных уравнений принадлежат к крупным достижениям математической мысли; его идеи оказались применимыми не только для решения широких классов дифференциальных уравнений, но и при приближённом решении весьма общих классов функциональных уравнений. Помимо этого, С. А. Чаплыгин и Д. Ф. Егоров разрабатывали геометрическую теорию уравнений в частных производных.

## Награды и премии
в Российской империи
- орден Св. Станислава 2-й ст.
- орден Св. Анны 2-й ст.
- орден Св. Владимира 4-й ст.

в СССР
- Герой Социалистического Труда (1 февраля 1941) — за выдающиеся научные достижения в области аэродинамики, открывшие широкие возможности для серьезного повышения скоростей боевых самолетов
- Орден Ленина (1 февраля 1941) — за выдающиеся научные достижения в области аэродинамики, открывшие широкие возможности для серьезного повышения скоростей боевых самолетов
- Орден Ленина (1933)
- Орден Трудового Красного Знамени
- Премия им. Н. Е. Жуковского (1925)

## Память

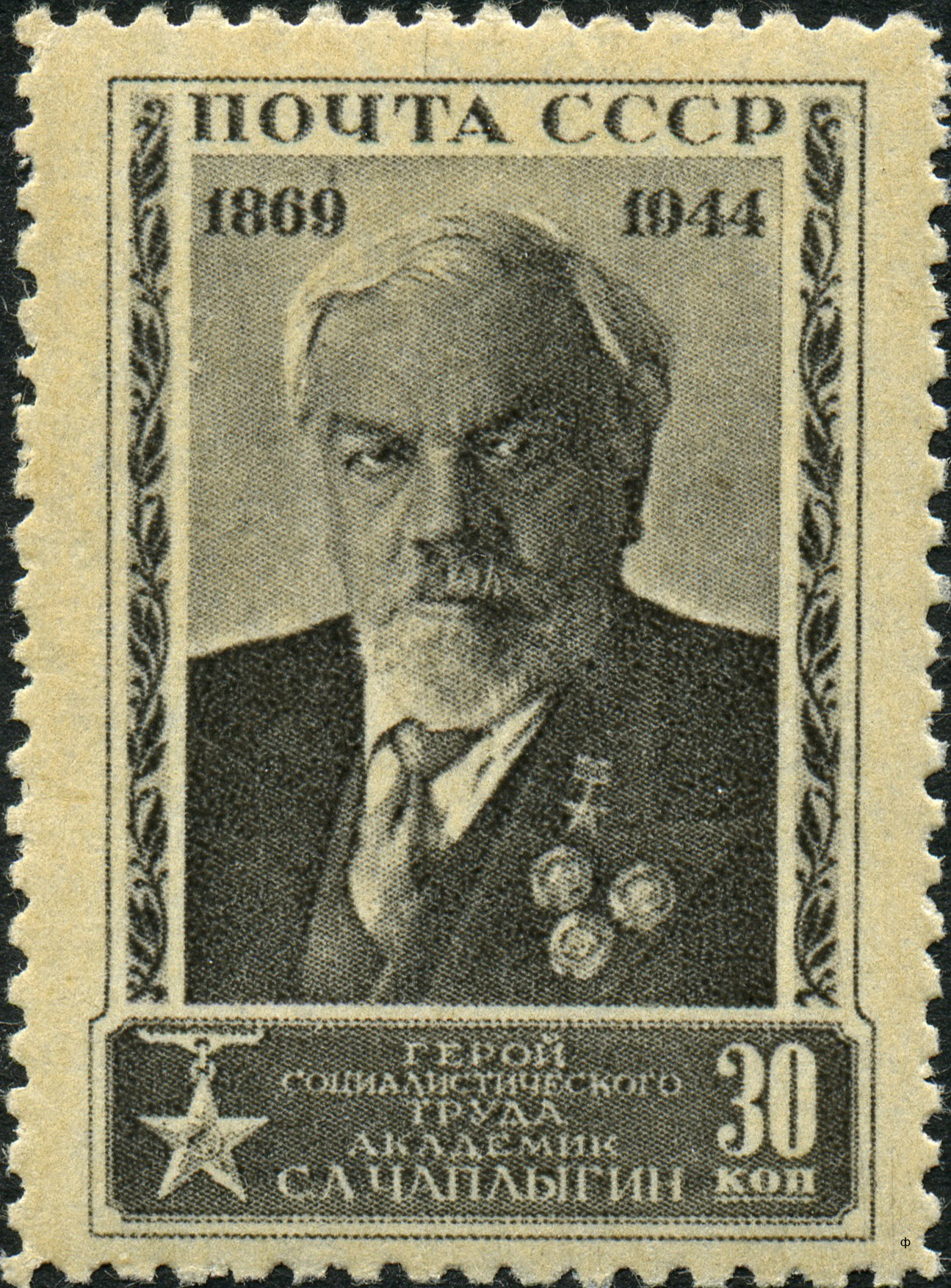
С. А. Чаплыгин на почтовой марке (СССР, 1944 год)

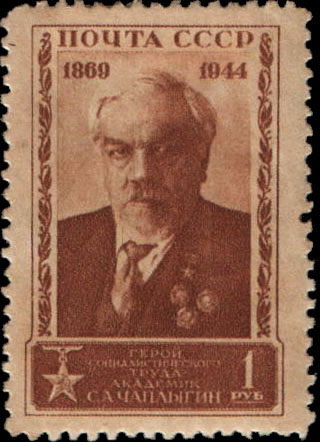
С. А. Чаплыгин на почтовой марке (СССР, 1944 год)

- Имя С. А. Чаплыгина носят улицы в различных городах России
- Академия наук СССР учредила в 1942 году премию им С. А. Чаплыгина «За лучшую оригинальную работу по теоретическим исследованиям в области механики».
- С 1995 года за выдающиеся теоретические работы по механике присуждается Золотая медаль имени С. А. Чаплыгина
- Город Раненбург бывшей Рязанской губернии, где родился Чаплыгин, переименован 2 октября 1948 года в Чаплыгин (ныне — Липецкая область).
- В Москве установлен бюст Чаплыгина (1960), а на территории ЦАГИ — памятник (1959). В Москве действует мемориальный музей-квартира Чаплыгина.
- Его имя носят Сибирский научно-исследовательский институт авиации в Новосибирске, аэродинамическая лаборатория в ЦАГИ.
- В Новосибирске в честь Чаплыгина установлены мемориальные доски: на доме, где жил учёный (ул. Фрунзе, д. 8); на корпусе № 1 СибНИА; на аэродинамической трубе Новосибирского авиационного колледжа.
- Его именем назван кратер Чаплыгин на обратной стороне Луны.
- В честь С. А. Чаплыгина назван астероид (4032) Чаплыгин, открытый в 1985 году советским астрономом Л. В. Журавлёвой.
- В 1944 году в честь Чаплыгина была выпущена марка Почты СССР.
- АО «Марка» в 2019 году был выпущен художественный маркированный конверт к 150-летию С. А. Чаплыгина[27].

## Семья
Дочь С. А. Чаплыгина Ольга Сергеевна была балериной. Она оставила Высшие женские курсы, директором которых с 1905 года был Чаплыгин, на четвёртом курсе, уступая страстному влечению к театру. Во время учёбы она часто слышала: «Это его дочь!». Впрочем, она пообещала отцу вернуться на курсы, когда испытает себя на настоящей сцене. Ольга Сергеевна была принята в филиал Большого театра. Во время гастролей театра в Одессе С. А. Чаплыгин присутствовал на спектакле с участием дочери. По окончании спектакля он услышал, как про него говорили: «Это её отец!». Дочь не была замужем и детей не имела.
Сын Юрий Горшков родился от связи с домашней работницей, в дальнейшем проявил себя как способный учёный. Принял фамилию отца незадолго до смерти его первой жены, которая познакомилась с ним.